# Calvert (Maryland)
Pour les articles homonymes, voir Calvert.
Calvert est une communauté non constituée en société dans le comté de Cecil, au Maryland (États-Unis), à environ six miles à l'est de Rising Sun.

## Histoire
La communauté porte le nom de George Calvert, 1er baron Baltimore.

## Patrimoine
La maison John Churchman et la maison Elisha Kirk sont inscrites au registre national des lieux historiques.

## Personnalités liées à la ville
- Mary E. Ireland (1834-1927), auteur, traductrice
- Joseph Mendenhall (1920-2013), diplomate, est né à Calvert[3]